# Furuyama Ren
Furuyama Ren (sinh ngày 11 tháng 11 năm 1998) là một cầu thủ bóng đá người Nhật Bản.

## Sự nghiệp câu lạc bộ
Furuyama Ren hiện đang chơi cho YSCC Yokohama.